# Samotny mężczyzna (powieść)
Samotny mężczyzna (ang. A Single Man) – powieść brytyjskiego pisarza Christophera Isherwooda wydana w 1964 roku.
Jest to jedna z najbardziej znanych i najlepiej ocenianych książek Isherwooda. Na podstawie powieści Tom Ford nakręcił film Samotny mężczyzna, wydany w 2009 roku.

## Fabuła
Akcja powieści ma miejsce w 1962 roku w Kalifornii na tle kryzysu kubańskiego i rozgrywa się w ciągu jednej doby. Jej bohaterem jest George, angielski profesor w średnim wieku wykładający na uniwersytecie w Los Angeles. George długo cierpi po nagłej śmierci swojego partnera Jima i ciężko mu odnaleźć się w nowej rzeczywistości. Udaje się na uniwersytet, gdzie omawia ze studentami jedną z powieści Aldousa Huxleya i dyskutuje na temat pozycji mniejszości w społeczeństwie. Po wykładzie nawiązuje rozmowę z Kennym, jednym ze studentów. Odwiedza w szpitalu kochankę Jima, Doris, która uszła z życiem z wypadku, w którym zginął Jim, jednak jest w złym stanie. Idzie na siłownię, a potem na kolację do swojej przyjaciółki Charlotte, która żali mu się z problemów osobistych. George idzie później do pobliskiego pubu, gdzie spotyka Kenny’ego. Obaj piją i rozmawiają, a następnie pływają nago w morzu. George zaprasza studenta do swojego mieszkania, gdzie kontynuują rozmowę, jednak kończy się ona nieporozumieniem. George zasypia, a kiedy się budzi, okazuje się, że Kenny odszedł, zostawiając wiadomość z podziękowaniem. George ponownie zasypia i umiera we śnie.

## Główni bohaterowie
- George
- Charlotte – przyjaciółka George’a
- Kenny Potter, Lois Yamaguchi, Alexander Mong, Tom Kugelman, Pan Stoessel, Siostra Maria, Netta Torres – studenci George’a
- Dr Gottlieb, Russ Dreyer, Grant Lefanu, Andy Leach – koledzy George’a z pracy
- Buck i Rick – znajomi George’a z siłowni
- Doris – znajoma George’a i kochanka Jima